# 拉绍塞 (维埃纳省)
拉绍塞（法語：La Chaussée，法語發音：[la ʃose]）是法国新阿基坦大区维埃纳省的一个市镇，属于沙泰勒罗区。

## 地理
拉绍塞（46°53'8"N, 0°6'38"E）面积13.58 平方千米，位于法国新阿基坦大区维埃纳省，该省份为法国中西部省份，北起曼恩-卢瓦尔省和安德尔-卢瓦尔省，西接德塞夫勒省，南至夏朗德省，东南接上维埃纳省，东临安德尔省。
与拉绍塞接壤的市镇（或旧市镇、城区）包括：昂格利耶、欧奈、盖讷、圣克莱尔、圣让德索沃、韦吕。
拉绍塞的时区为UTC+01:00、UTC+02:00（夏令时）。

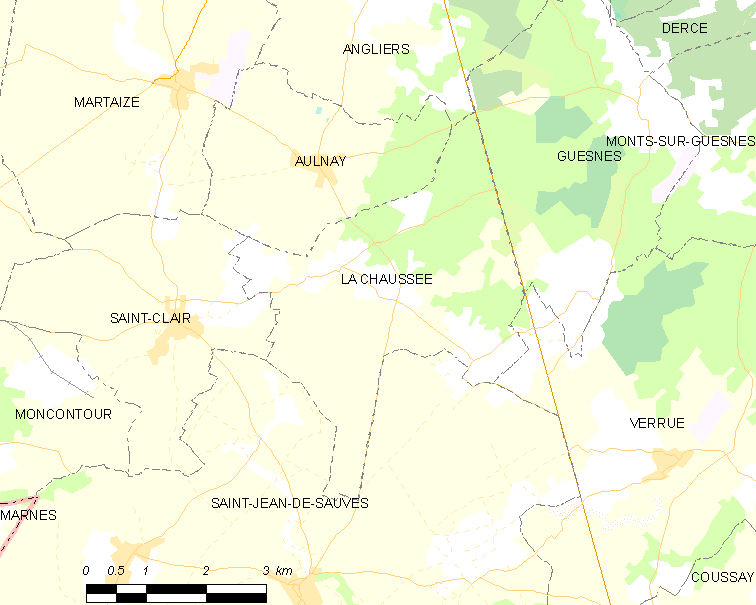
拉绍塞的OSM定位图

## 行政
拉绍塞的邮政编码为86330，INSEE市镇编码为86069。

## 政治
拉绍塞所属的省级选区为卢丹县。

## 人口

1962-2008年间拉绍塞人口变化图示

拉绍塞于2022年1月1日时的人口数量为187人。